# Zeke Márió
Zeke Márió (Sopron, 2000. szeptember 1. –) magyar labdarúgó, a Paksi FC játékosa.

## Pályafutása

### Klubcsapatokban
2011 és 2013 között az SC Sopron, 2013 és 2017 között a Győri ETO korosztályos csapataiban kezdte a labdarúgást. A 2017–18-as idényben mutatkozott be az ETO első csapatában. 2018 óta a Fehérvár FC játékosa, ahol csak egyszer szerepelt bajnoki mérkőzésen és 2018 óta folyamatosan kölcsönjátékos más csapatokban. 2018-ban a Fehérvár II csapatában, 2019–20-ban a Gyirmót, 2020–21-ben a Budaörs, 2021-ben a Budafok, 2021-től ismét a Gyirmót együttesében játszott kölcsönben.
2022 júniusában a labdarúgó NB I újonca, a Kecskemét kölcsönvette a MOL Fehérvár FC-től. 2023. szeptember 1-jén bejelentették, hogy a KTE megvásárolta a játékjogát a Fehérvártól.
2025. június 26-án a Paksi FC hivatalos oldalán jelentette be, hogy négy évre szerződtette.

### A válogatottban
2018-ban két alkalommal szerepelt a magyar U21-es válogatottban.

## Sikerei, díjai
Kecskemét
- Magyar labdarúgó-bajnokság ezüstérmes: 2022–23[5]